# Разстрел
Разстрелът е вид смъртно наказание, при което умъртвяването става с помощта на огнестрелно оръжие. Използван е особено често в армията и по време на война. Преди въвеждането на огнестрелни оръжия, лъкове и арбалети са били често използвани.
Разстрелът обикновено се състои от няколко войници или служители на правоприлагащите органи. Обикновено всички членове на групата са инструктирани да стрелят едновременно, за да се избегне идентификацията на този, който нанася смъртоносния изстрел. Затворникът обикновено е с превръзка на очите или качулка на главата, въпреки че в някои случаи затворници поискват да им бъде разрешено да се изправят на разстрел без очите им да са покрити. В някои страни е традиция тези екзекуции да се извършват при първата светлина или при изгрев слънце.
Понякога, на отделни войници се дават халосни патрони, без тяхното знание, може би отново за да не се знае кой е изстрелял смъртоносния изстрел.
Българският поет Никола Вапцаров няколко часа преди да бъде разстрелян на гарнизонното стрелбище пише:
```
Разстрел, и след разстрела – червеи.
Това е толкоз просто и логично.
Но в бурята ще бъдем пак със тебе,
народе мой, защото те обичахме!

14 ч. – 23.07.1942 г.
```